# Marieke Ehlers
Marieke Ehlers (Pretoria, 6 mei 1988) is een Nederlands politica voor de PVV. Sinds 16 juli 2024 is zij Europarlementariër.

## Biografie
Ehlers is geboren en getogen in Zuid-Afrika. Zij deed een bachelor Europees en internationaal recht aan de Haagse Hogeschool, een master internationaal recht en internationale relaties aan de Universiteit van Kent, en een doctoraat internationaal recht aan de Universiteit van Johannesburg.
De zes jaar voorafgaand aan haar lidmaatschap van het Europees Parlement, was Ehlers werkzaam op het secretariaat van de Identiteit en Democratie-fractie van het Europarlement, waar de PVV deel van uitmaakte. Bij de Europese verkiezingen van 2024 stond zij op de tweede plek van de PVV-kandidatenlijst, en werd zij verkozen. Sinds 16 juli 2024 is zij namens de PVV deel van de nieuwe Patriotten voor Europa-fractie.